# 지금 이순간
"지금 이순간"은 2019년에 개봉한 대한민국의 영화이다.

## 캐스팅
- 이원준 : 진호 역
- 송민경 : 은수 역
- 박종환 : 슈퍼주인 역
- 변준우 : 룸싸롱 직원 역
- 김윤지 : 룸싸롱 여자 역
- 유안 : 해장국집 이모 역
- 장우진 : 아르바이트생 역
- 윤준호 : 배달원 역
- 문영동 : 식당 남자 역
- 유지용 : 식당 손님 역
- 김소율 : 은수 언니 역
- 정철승 : 변호사 역